# Insula (exogéologie)
Pour les articles homonymes, voir Insula (homonymie).

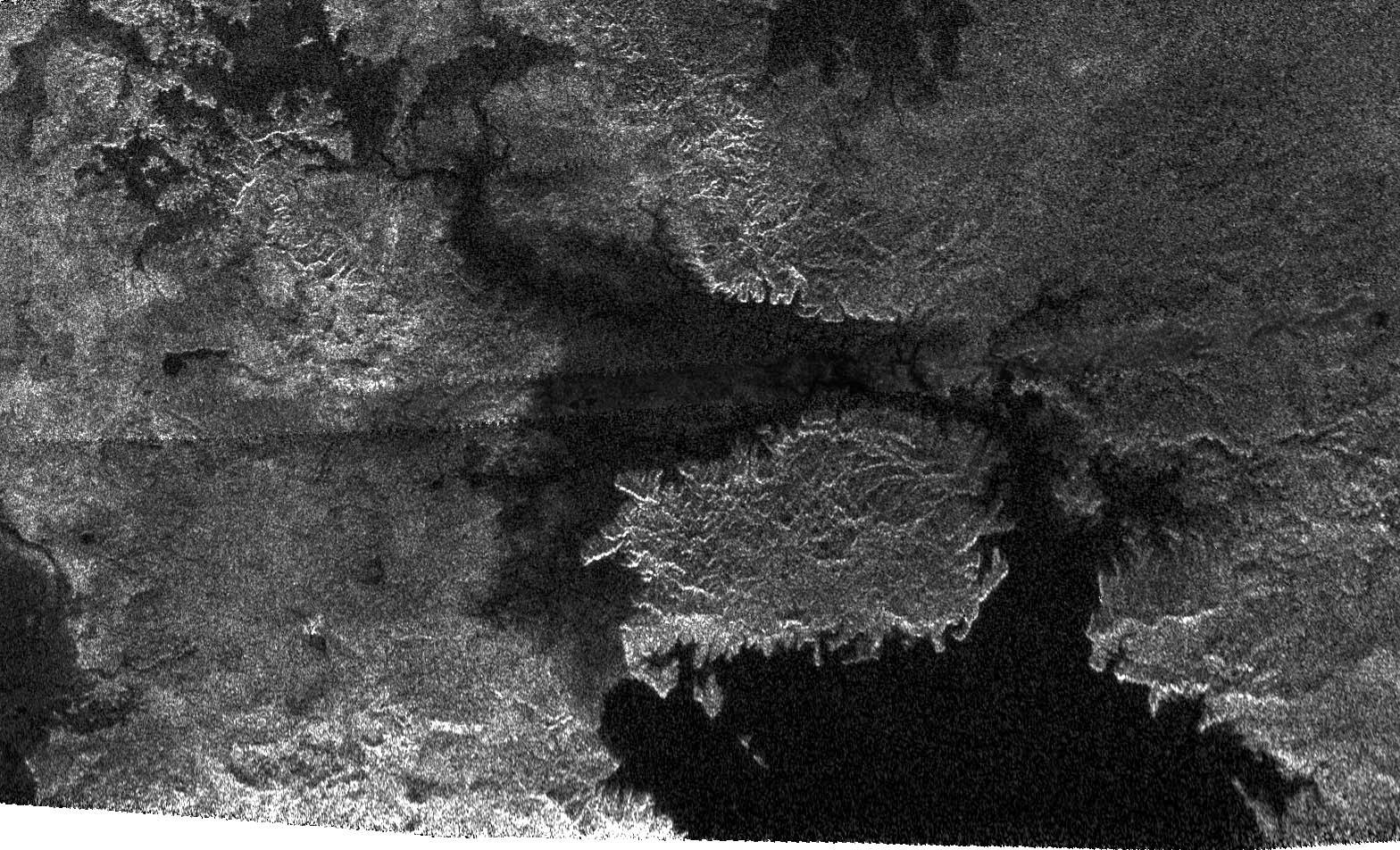
Mayda Insula sur Titan.

En exogéologie, une île, en latin insula (pluriel insulae), est une petite région totalement, ou presque totalement, entourée par une étendue liquide (mer ou lac), de la même façon que sur Terre.
Au 27 octobre 2016, Titan, le plus gros satellite naturel de Saturne, est le seul objet extraterrestre où des formations ont officiellement reçu ce nom.

## Îles et archipels de Titan
Le liquide entourant les îles de Titan serait composé d'un mélange d'hydrocarbures légers et d'azote liquide à moins de 82,5 kelvins (environ −190 °C), température qui ne se rencontre qu'aux latitudes élevées sur cet astre. L'île Mayda fut la première île extraterrestre officiellement reconnue en étant nommée le 11 avril 2008. Le 19 janvier 2015, cinq autres îles individuelles et quatre archipels furent baptisés. Les îles et archipels de Titan actuellement nommés sont :
- l'île Bermoothes, nommée d'après une île enchantée dans La Tempête de Shakespeare ;
- l'île Bimini, nommé d'après l'archipel homonyme des Bahamas ;
- les îles Bralgu ;
- l'île Buyan ;
- les îles Hufaidh ;
- les îles Crocylée, nommées d'après l'île mythologique homonyme (en) ;
- l'île Mayda, située au nord de la mer du Kraken et nommée d'après l'île légendaire de la région nord-est de l'océan Atlantique. Il s'agit de la plus grande île connue de Titan et, de ce fait, de la plus grande île extraterrestre connue à ce jour ;
- l'île Penglai ;
- Planctae Insulae ;
- l'île Royllo.